# Kraitz Gusztáv
Kraitz Gusztáv István (Diósgyőr, 1926. március 30. –) magyar származású svédországi szobrász, keramikus. Műveit gyakran feleségével, Ulla Kraitz képzőművésszel közösen készíti.

## Élete, munkássága

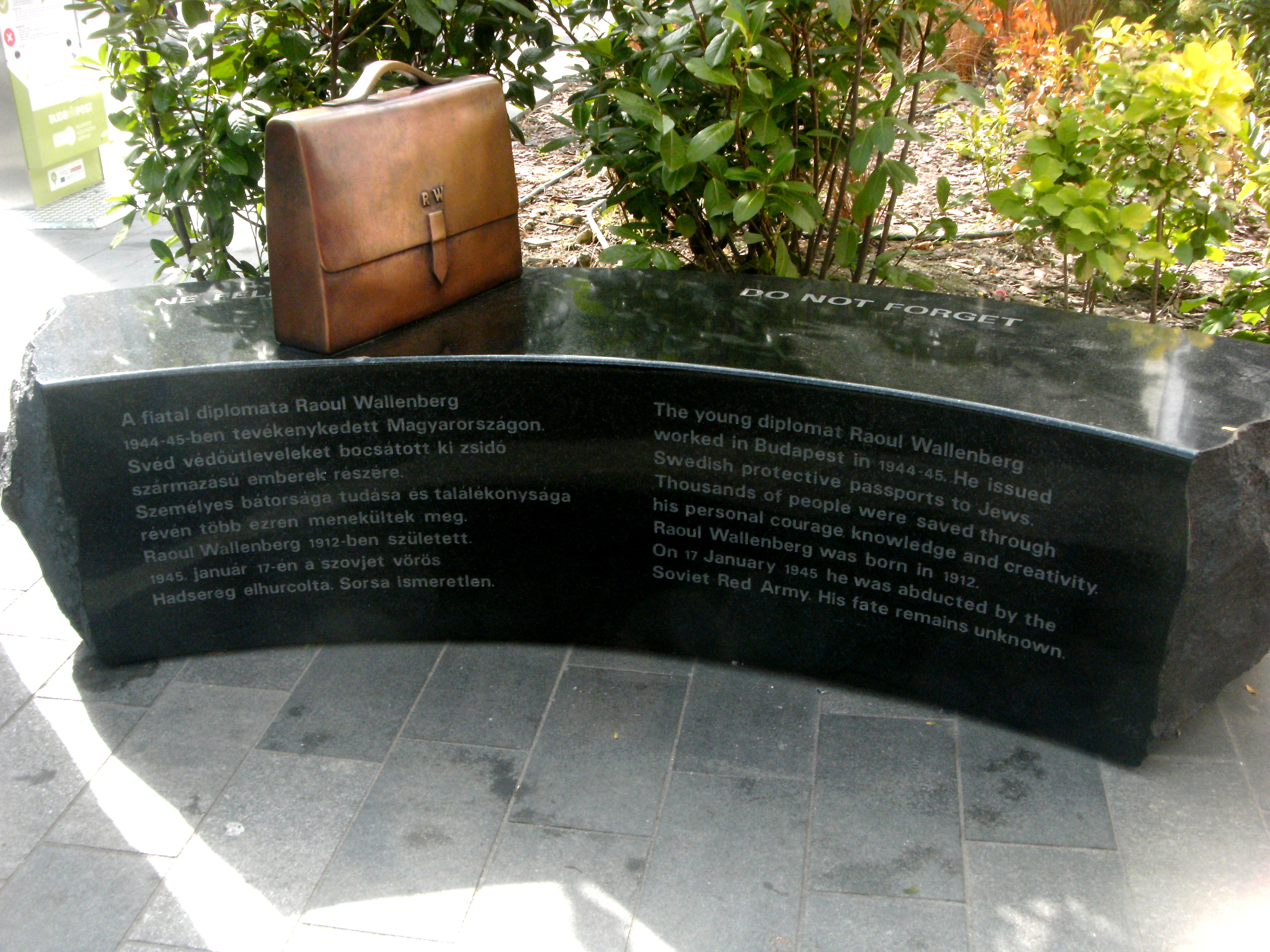
A budapesti Wallenberg-emlékmű

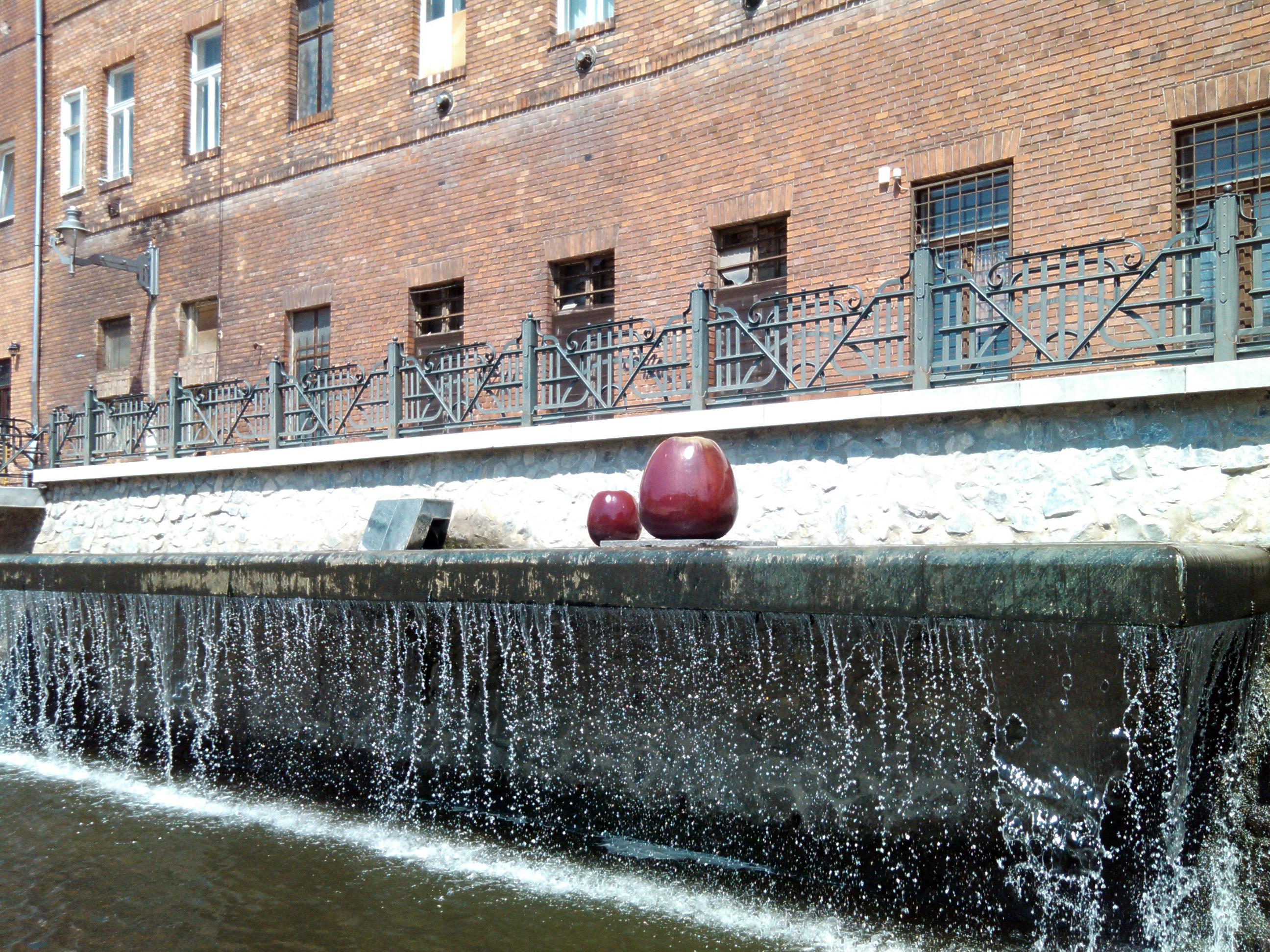
A miskolci almák, Szinva terasz

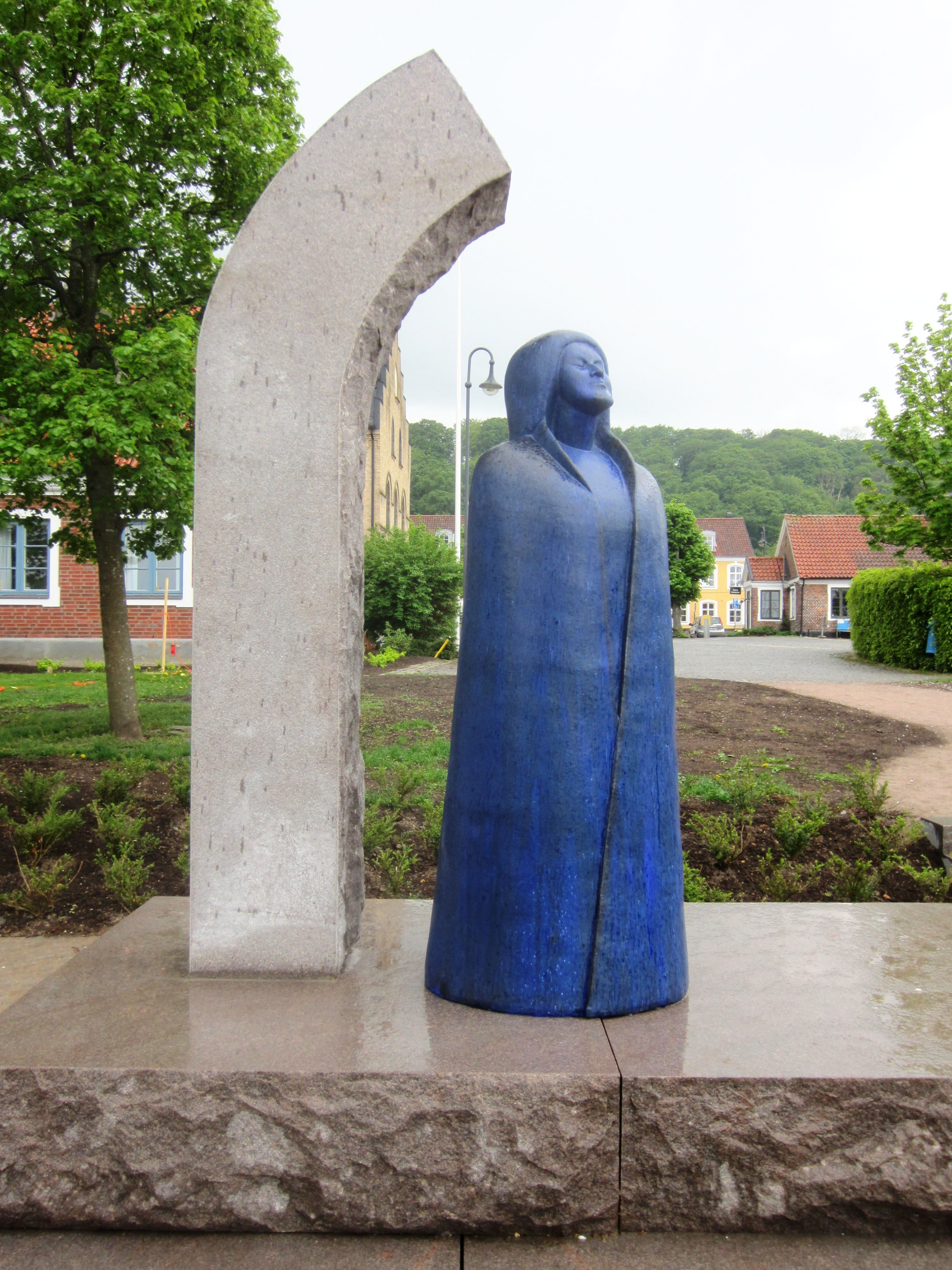
Birgit Nilsson szobra, Båstad

Kraitz Gusztáv az akkor még Diósgyőr nagyközséghez tartozó Diósgyőr-Vasgyárban született. Középiskolásként 1943-ban megnyert egy rajzversenyt, majd a következő évben felvették a Magyar Királyi Képzőművészeti Főiskolára, Budapestre. Főiskolai tanulmányai közben, 1945-ben a fővárost elfoglaló szovjetek letartóztatták, és bányamunkára küldték. A négy év kényszermunka során többször kísérelt meg szökést, sikertelenül. 1949-ben szabadult, és befejezhette tanulmányait a Képzőművészeti Főiskolán. Az 1956-os forradalom idején Ausztriába menekült, ahonnan később Svédországba, Stockholmba utazott. Itt helyi művészek segítségével kezdett új életet, korongozással állított elő kis méretű kerámiákat.
1960-ban találkozott a spanyolországi művészeti tanulmányok után hazatérő Ulla-Britt Stenqvist képzőművésszel. Egy év múlva összeházasodtak, és azóta együtt dolgoznak, de önállóságukat is fenntartották. Főleg a kerámiával foglalkoztak, így került érdeklődésük középpontjába a kínai Szung-kori égetési technika, amihez speciális fa- és széntüzelésű égető kemencét építettek. Első közös kiállításuk 1974-ben volt Stockholmban, és a bemutatóra a múzeum elé egy kemencét is építettek. A technikát, amivel ezer éves kínai hagyományt élesztettek újra, továbbra is folyamatosan fejlesztették. A speciális égetési technika révén a kékopál zománcalapból kiindulva változatos színeket, színárnyalatokat érnek el. Az eredményekre a kínaiak is felfigyeltek, és kínai képzőművész hallgatók hozzá járnak az ősi kínai technika elsajátítására.
A házaspár fő kezdeményezője a stockholmi Ravine nevű művészeti és koncertcsarnok létrehozásának, és ennek a finanszírozására hozták létre az Ulla és Gustav Kraitz Alapítványt.
Kraitz Gusztáv ajándéka szülővárosának a miskolci Szinva teraszon látható almakompozíció. Ugyancsak ő készítette el ajándékként a vasgyári kohászati emlékmű terveit, amit 2023-ban az Újgyőri főtéren állítottak fel. Miskolc város 2008-ban Pro Urbe kitüntető címmel ismerte el munkásságát, 2019-ben pedig megkapta a Magyar Érdemrend lovagkeresztje kitüntetést.
Gyermekei: Cecilia Kraitz keramikus és Anna Kraitz formatervező.

## Válogatott művei
- Remény, Wallenberg-emlékmű (1998), diabáz és bronz, New York (+Ulla Kraitz)
- Kattarakt (2002), bronz és beton, Malmö (+Ulla Kraitz)
- Biztonság (2005), bronz és gránit, Höganäs (+Ulla Kraitz)
- Lehorgonyzott hajó, Halmstad
- Ló pár, Kävlinge
- Fűtött kőpad Ängelholm
- A hullámok mögött' (2010), Helsingborg (+Ulla Kraitz)
- Birgit Birgit Nilsson szobra, kerámia, 2013, Birgit Nilssons plats, Bastad (+Ulla Kraitz)
- Wallenberg-emlékmű (2014), bronz és gránit, Budapest (+Ulla Kraitz)
- Izgalom, porfír és gránit, Friends Arena, Solna
- Vízlomb (1990), Budapest, Kántorné park
- Almák, (2006) Miskolc, Szinva terasz
- Raoul Wallenberg-emlékmű (2014), Budapest, Erzsébet tér
- Kohászati emlékmű (2023) Miskolc, Újgyőri főtér

## Válogatott kiállításai
Röhsska museet, Läns museum Jönköping, Stadsmuseet Helsingborg, Östasiatiska museet, Museum für Ostasiatische Kunst (Köln), Műcsarnok (Budapest), Höganäs museum, Herman Ottó Múzeum (Miskolc), Norrvikens Trädgardar (Bastad), Vikingsberg (Helsingborg), Keramikmuseum Westerwald (Tyskland), Länsmuseet i Linköping, Ystads konstmuseum, Wanas slott, Orrefors, Nordiska ministerradet (Koppenhága), Värmlands museum (Karlstad), Berkley Square Gallery (London), Malmö konstmuseum, SOFA (Chicago), Chicago Atheneum Museum (Chicago), Chicago Botanical Garden, Smithsonian Intézet, Haupt Garden och Ripley Center Gallery (Washington), Roger Smith Gallery (New York), Waldemarsudde, Märta Maas-Fjetterströms (Bastad), Centre Culturel Suédois (Párizs), Regionmuseet Kristianstad, Skissernas museum, Lunds konsthall, LongHouse Reserve (East Hampton, New York), San Angelo Museum of Fine Art (Texas), Museum COPIA (Napa (Kalifornia)), Mjellby konstmuseum (Halmstad), Capital Museum (Peking), Mauermuseum (Berlin), Vandalorum

## Fordítás
- Ez a szócikk részben vagy egészben  a   Gustav Kraitz című svéd Wikipédia-szócikk fordításán alapul.  Az eredeti cikk szerkesztőit annak laptörténete sorolja fel. Ez a jelzés csupán a megfogalmazás eredetét és a szerzői jogokat jelzi, nem szolgál a cikkben szereplő információk forrásmegjelöléseként.